# فالتر باور
فالتر باور (باللاتينية Walter Bauer) ثيولوجي ألماني ولد في 1877 وتوفي في 1960. كان عالما في تطور الكنائس المسيحية المبكرة.

## حياته
ولد في شرق بروسيا وترعرع في ماربرغ حيث كان أبوه أستاذا فيها. درس في جامعات ماربورغ وستراسبورغ وبرلين. عمل بالتدريس في فروتزواف وفي غوتينغن.

## تعاليمه
في كتابه الذي طبع 1934 في توبنغن بعنوان Rechtgläubigkeit u. Ketzerei im ältesten Christentum وترجم إلى الإنكليزية 1971 بعنوان Orthodoxy and Heresy in Earliest Christianity طور باور نظريته بأنه في المسيحية المبكرة لم تكن علاقة الأرثوذكسية بالهرطقة علاقة أصل مع فرع، بل في مناطق عديدية كانت الهرطقة الشكل الأصلي للمسيحية. وكمؤرخ قام بإعادة تقييم الفكرة السائدة بأنه في مدة أصول المسيحية كانت العقيدة الكنسية هي الأساس بينما كانت الهرطقات انحرافات عنها (مقدمة كتابه).
وبدراسته لما دون تاريخيا استنتج باور أن الأرثوذكسية كانت إحدى أشكال عديدة للمسيحية في القرون المبكرة، وأنها كانت نسخة المسيحية التي مورست في روما وحصلت على أكبر عدد من الأتباع مع الوقت. كان ذلك بفضل الموارد الأكثر المتوفرة للمسيحيين في روما ولتحول الإمبراطور الروماني قسطنطين الأول للمسيحية. فيما بعد قام أتباع ما أصبح لاحقا الأرثوذكسية بإعادة كتاب تاريخ الصراع بشكل صور رأيهم على أنه السائد دوما، بينما قضي على الكتابات المؤيدة للآراء الأخرى بشكل منظم.
عارضت استنتاجات باور ما يقرب من 1600 سنة من كتابات تاريخ الكنيسة ولذلك قوبلت بكثير من التشكيك من الأكاديميين المسيحيين.
لم تنتشر أفكار باور بسبب عزلة ألمانيا النازية حضاريا إلا بعد الحرب العالمية الثانية، وبعدها بأكثر من عشرين سنة ترجم كتاب Rechtgläubigkeit und ketzerei في 1971 إلى الإنكليزية ليطبع في العام التالي. يعرف باور في العلم الكتابي لتأليفه بمفرده قاموسا ضخما لترجمة الكلمات اليونانية عنوانه بالألمانية Wörterbuch zu den Schriften des Neuen Testaments ويعرف بالإنكليزية باسم A Greek-English Lexicon of the New Testament and Other Early Christian Literature أو لكسيكون باور Bauer lexicon والذي أصبح مرجعا معياريا.